# Kloster La Bussière

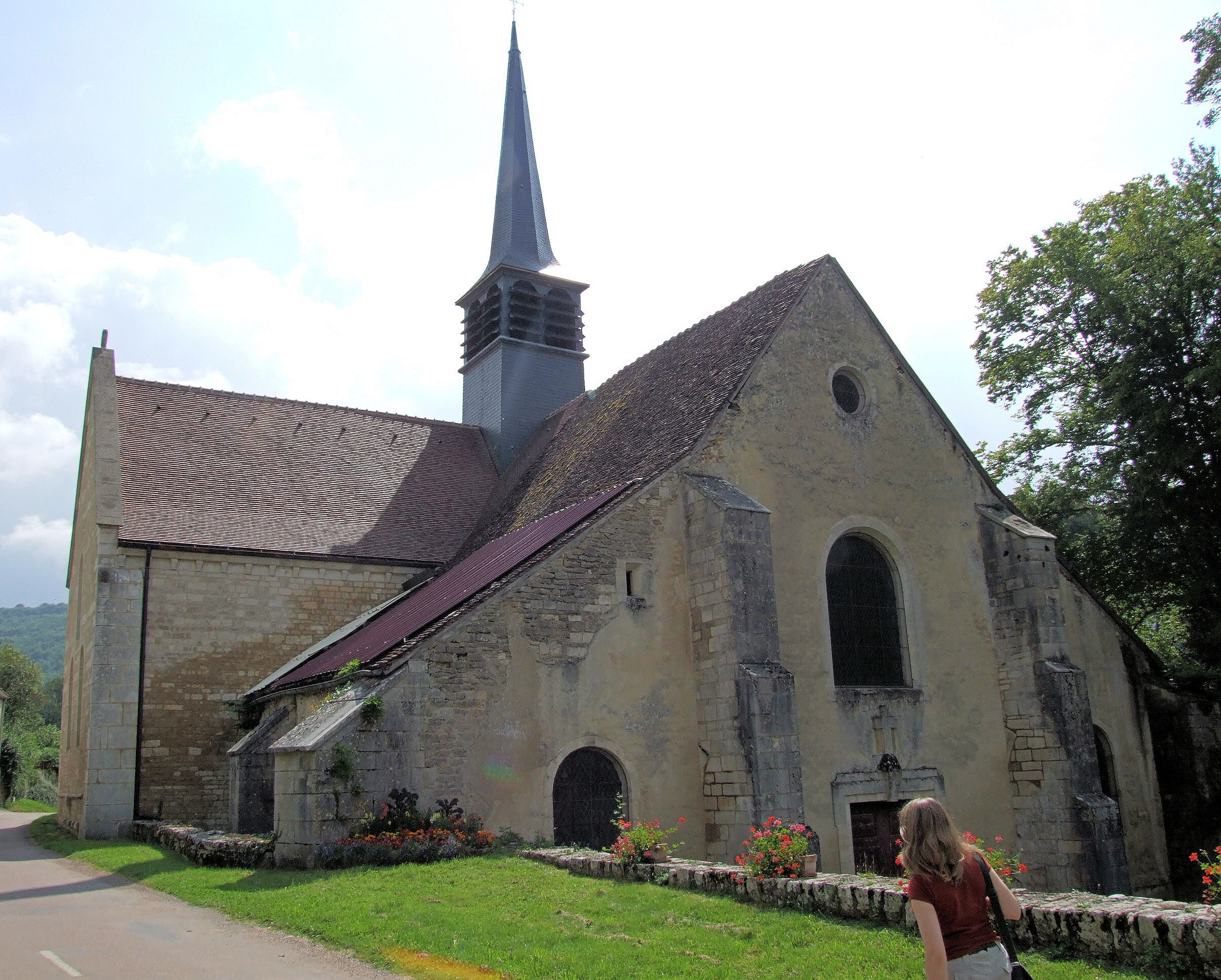
Ehem. Abteikirche von Westen

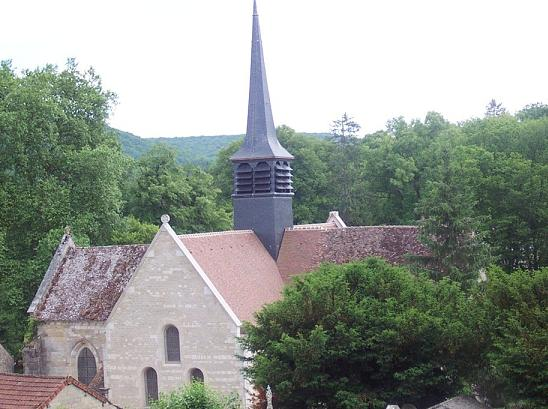
Chor und Querhaus

Notre-Dame-des-Trois-Vallées in La Bussière-sur-Ouche (Département Côte-d’Or), heute eher bekannt als Abbaye de La Bussière (Buxeria) ist eine ehemalige Zisterzienserabtei in Burgund.
Die Abtei wurde 1131 durch Stephan Harding, den dritten Abt von Cîteaux, gegründet und in der Französischen Revolution aufgehoben. 2005 übernahm eine Familie aus Großbritannien das Anwesen, um dort ein luxuriöses Schlosshotel zu etablieren.

## Anlage

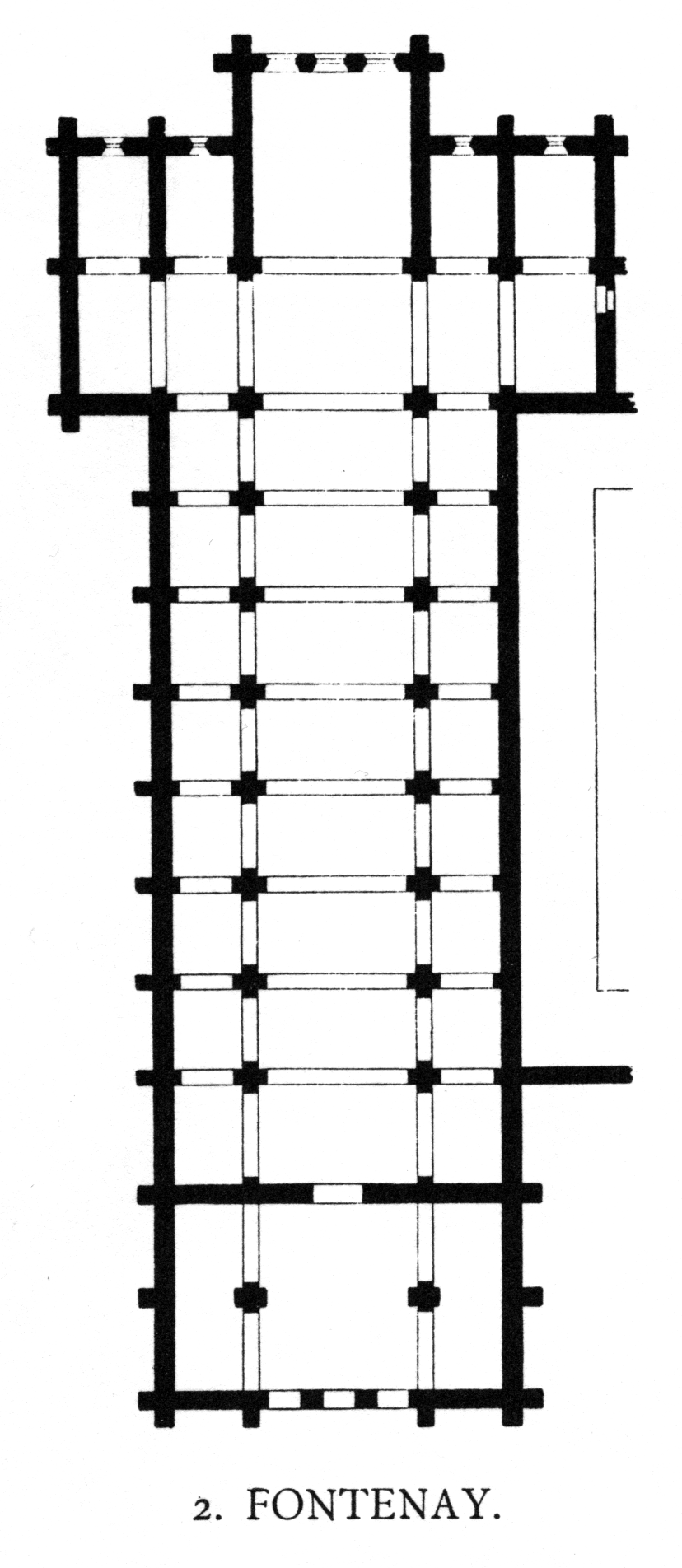
Fontenay

Der um die Mitte des 12. Jahrhunderts errichtete Kirchenbau orientiert sich an Fontenay: dreischiffige Basilika mit Querhaus mit rechteckigen Kapellen und rechteckigem Chor, im Mittelschiff ohne Obergaden. Das Langhaus wurde nach der Französischen Revolution um mehrere Joche verkürzt. Von der Klosteranlage haben sich noch mehrere Gebäude erhalten, insbesondere der cellier des moines („Mönchskeller“) des 13. Jahrhunderts mit einer zweischiffigen kreuzrippengewölbten Halle im Erdgeschoss und einer historischen Kelter im Obergeschoss.